# نورث أميركان إف جيه-1 فيوري
نورث أميركان إف جيه-1 فيوري هي طائرة مقاتلة تنطلق من حاملات الطائرات تعمل بمحرك توربيني نفاث، وتستخدمها البحرية الأميركية. طورتها شركة الطيران الأمريكية الشمالية (NAA) بدءًا من عام 1945، وأصبحت أول طائرة نفاثة في خدمة البحرية الأمريكية تخدم في البحر في ظل الظروف التشغيلية. كانت هذه النسخة الأولى من إف جيه طائرة نفاثة ذات أجنحة مستقيمة، وشُغلت لفترة وجيزة أثناء الانتقال إلى تصميمات أكثر نجاحًا. كان من شأن تطور FJ-1 أن تصبح النموذج الأولي XP-86 الأرضي للطائرة إف -86 سابر ذات النفوذ الهائل التابعة للقوات الجوية الأمريكية، والتي شكلت بدورها الأساس للطائرة North American FJ-2/-3 Fury ذات الأجنحة المسحوبة والمتمركزة على حاملات الطائرات التابعة للبحرية الأمريكية.

## التصميم والتطوير
في أواخر عام 1944، سعت البحرية الأمريكية إلى الحصول على مقترحات لبناء طائرة متابعة لتكملة أول مقاتلة نفاثة لها، وهي طائرة ماكدونيل إكس إف دي-1 فانتوم؛ واختيرت ثلاثة مقترحات متنافسة من شركة الطيران الأمريكية الشمالية وشركة ماكدونيل للطائرات وشركة فوجت. طُلبت الطائرة إن أيه-134 في 1 يناير 1945 باسم إكس إف جيه-1 وطُورت بالتوازي مع الطائرة Vought F6U Pirate  (كان اقتراح ماكدونل المتنافس سيتطور في النهاية إلى الطائرة ماكدونل إف-2 إتش بانشي). كانت الطائرة إكس إف جيه-1 مقاتلة ذات أجنحة مستقيمة، ثلاثية العجلات، بمحرك نفاث توربيني واحد من طراز جنرال إلكترك جيه 35 يتغذى من مدخل يمر عبر جسم الطائرة؛ لتجنب تشعب المدخل وبالتالي زيادة السحب، وُضعت قمرة القيادة بالكامل فوق قناة المدخل، مما أعطى الطائرة مظهرًا منخفضًا. كانت مسلحة بستة مدافع رشاشة من طراز بي إم جي .50 مثبتة بجوار مدخل الهواء، مما يجعلها آخر طائرة أمرت بها البحرية الأمريكية تستخدم مدافع بي إم جي .50 سلاحًا أساسيًّا لها. كان الجناح والذيل والمظلة يشبهان إلى حد كبير تلك الموجودة في طائرة بي-51 دي موستانج ذات المحرك المكبسي، وهي مقاتلة ناجحة للغاية من إنتاج شركة نورث أمريكان أفيشن في الحرب العالمية الثانية، حيث ضمت مقصورة قيادة نُقلت إلى الأمام أكثر فيما بالمقارنة بتصميم موستانج، لضمان رؤية جيدة للطيارين في المقدمة لعمليات الناقل.

## المشغلون
الولايات المتحدة
- البحرية الأمريكية
  - احتياطي البحرية الأمريكية
  - قوات مشاة البحرية الأمريكية